# 백만장자 게임 마이턴
《백만장자 게임 마이턴》은 2013년에 방송되었던 대한민국의 텔레비전 게임 쇼이다.

## 개요
- 컨셉은 온라인게임 모두의 마블의 실사판으로 연예인들이 3인 1조로 팀을 이뤄 화면 세트로 지어진 보드위에서 모두의 마블을 플레이한다.
- 맵은 모바일버전(8×8)의 월드맵을 사용하지만 수도가 아닌 나라이름으로 이루어져 있으며 시간제한만 없을뿐 모두의 마블과 동일 하다.
- 지어진 건물들과 랜드마크는 전부 소품으로 제작되어 있다.

## 출연자
- MC : 전현무, 정준하
- 스페셜 MC : 김종민(4회), 박명수(4~7회)
  - 이전 MC : 이수근(1회)
- 캐스터&해설 : 허준
- 마이걸 : 스텔라 효은
- 진행 상황 내레이션 : 시영준(6,7회)

## 룰
- 1:1 토너먼트 방식으로 진행되고, 500만 캐시를 가지고 게임 시작한다.
- 여기서는 축제 지역(기본 통행료 2배)이 삭제되었다.
- 팀은 3인 1조로 주사위 굴리기 및 전략 구상을 위한 주사위조 2인과 말이 될 1인으로 역할이 나뉜다
- 무인도에서는 매 턴마다 말에게 특제 음료가 지급된다.
- 보너스 게임 대신 'MC를 이겨라'가 존재한다.

## 승리 조건
- 어느 한 팀이 파산한 경우
- 한 팀이 트리플 독점을 한 경우
- 한 팀이 라인 독점을 한 경우
- 한 팀이 관광지 독점을 한 경우

## 우승 상금
| 연승 | 상금                          |
| ---- | ----------------------------- |
| 1    | 100만원                       |
| 2    | 300만원                       |
| 3    | 1000만원                      |
| 4    | 2000만원                      |
| 5    | 4000만원(초창기에는 3000만원) |

- 우승팀은 다음 회에 도전할지 포기할지를 결정하는데, 만약에 도전해서 승리하지 못할 경우에는 여태까지 우승한 상금을 가져가지 못한다.

## 고유 시스템
- 징을 울려라: 게임 시작 전, 머리로 징을 울려서 데시벨이 가장 높은 팀이 아이템 획득한다.
- 스포츠 대결: 오리지널의 올림픽 위치에 위치에 있고 효과도 동일하나 게임에서 대결에 승리한 팀만 2배지역을 정할 수 있다. 오리지널과 달리 한 곳에만 열 수 있으며, 매번 정지시마다 배율이 올라가지는 않는다.
- 문화체험: 게임시작전 8개지역에 문화체험존을 설정하고, 상대의 문화체험존에 걸릴 경우 통행료+벌칙수행을 받게 된다.
- 보너스 아이템:사전게임을 통해 아이템을 뽑는다.(1등-1장,2등 0장)
- 홀짝주사위:오리지널과 동일능력이나,오리지널과 달리 홀수나 짝수만 적힌 주사위 한개만을 던진다.
- 멤버교체권:상대팀과 자신의팀 멤버를 바꾼다.
- 월급보너스:첫바퀴만 월급을 150만 캐시로 올린다.
- 주사위 두배: 주사위를 한개 던져 숫자를 두배로 한다.
- MC를 이겨라: 오리지널의 1/2도박 칸에 위치 배팅액은 50만 캐시이며 한번이라도 도전 해야 한다. 승리 할 때마다 2배씩 증가하며 최대 3번 도전해 400만 마블까지 획득할 수 있으나, 중간에 실패하면 하나도 못 가져가게 된다.

## 결방
- 2013년 11월 11일 ~ 2013년 11월 18일 : 이수근의 불법 도박 사건으로 해당 방송분 전체 통편집 처리하였다.